# Michel Carré
Michel Carré (Besanzón, 20 de octubre de 1821 - Argenteuil, 27 de junio de 1872) fue un prolífico libretista francés. 

## Biografía
Llegó a París en 1840 con la intención de convertirse en pintor, pero en su lugar comenzó a escribir versos y obras teatrales antes de pasar a la escritura de libretos. Por su cuenta, escribió el texto para Mireille (1864), la ópera de Charles Gounod, y colaboró con Eugène Cormon en el libreto de Les pêcheurs de perles, de Georges Bizet. Sin embargo, la mayoría de sus libretos fueron escritos conjuntamente con Jules Barbier, con quien firmó los libretos de numerosas óperas, en su mayoría adaptaciones de obras maestras literarias, incluidas Roméo et Juliette (1867), para Gounod y Les contes d'Hoffmann (1881), para Jacques Offenbach. 
Su hijo, Michel-Antoine (1865-1945), siguió los pasos de su padre, siendo también escritor de libretos y, más tarde, director de películas mudas.